# Cyphodemidea saundersi
Cyphodemidea saundersi är en insektsart som först beskrevs av Reuter 1896.  Cyphodemidea saundersi ingår i släktet Cyphodemidea och familjen ängsskinnbaggar. Inga underarter finns listade i Catalogue of Life.